# Йоганнес Лімбах
Йоганнес Лімбах (нім. Johannes Limbach; 9 грудня 1912, Крефельд — 6 березня 1993, Дюссельдорф) — німецький офіцер-підводник, оберлейтенант-цур-зее крігсмаріне. Кавалер Лицарського хреста Залізного хреста.

## Біографія
В 1930 році вступив на флот. Служив у береговій артилерії, з червня 1939 року — на мінних тральщиках. В червні 1941 року перейшов у підводний флот. З листопада 1941 по березень 1942 року — оберштурман підводного човна U-43, яким командував Вольфганг Лют; здійснив 3 походи (разом 59 днів у морі). З травня 1942 року — оберштурман і 2-й вахтовий офіцер, з березня 1944 по травень року — 1-й вахтовий офіцер U-181, яким також командував Лют; здійснив 4 походи (разом 566 днів у морі). Влітку 1943 року взяв участь в одному з найдовших в історії походів тривалістю 205 днів.

## Звання
- Оберматрос (1 жовтня 1932)
- Матрос-єфрейтор (1 жовтня 1934)
- Оберєфрейтор морської артилерії (1 жовтня 1936)
- Мат морської артилерії (10 серпня 1939)
- Боцмансмат (10 серпня 1939)
- Боцман (1 жовтня 1939)
- Оберштурман (1 червня 1941)
- Лейтенант-цур-зее (1 квітня 1944)
- Оберлейтенант-цур-зее (1 жовтня 1944)

## Нагороди
- Медаль «За вислугу років у Вермахті» 4-го класу (4 роки; 2 жовтня 1936)
- Медаль «У пам'ять 1 жовтня 1938» (20 грудня 1939)
- Нагрудний знак мінних тральщиків (10 січня 1941)
- Залізний хрест
  - 2-го класу (18 грудня 1941)
  - 1-го класу (21 січня 1943)
- Нагрудний знак підводника (27 січня 1942)
- Німецький хрест в золоті (19 листопада 1943)
- Фронтова планка підводника
  - в бронзі (29 серпня 1944)
  - в сріблі (20 квітня 1945)
- Лицарський хрест Залізного хреста (6 січня 1945)